# Strajk ostrzegawczy
Treść tego artykułu należy opracować w taki sposób, aby nie uwypuklała nadmiernie polskiej specyfiki / aby nie zawężała się tylko do polskich warunków
 Po wyeliminowaniu niedoskonałości należy usunąć szablon {{Dopracować}} z tego artykułu.
Strajk ostrzegawczy – forma strajku polegająca na krótkotrwałym powstrzymaniu się pracowników od wykonywania pracy. 

## W Polsce
Strajk ostrzegawczy 1981 roku był największym strajkiem w historii nie tylko Polski ale także bloku krajów komunistycznych; trwał cztery godziny i wzięło w nim udział kilkanaście milionów ludzi.
W obecnym polskim systemie prawnym strajk ostrzegawczy może być zorganizowany jednorazowo i na czas nie dłuższy niż dwie godziny, jeśli organizacja wszczynająca spór zakłada, że podjęte mediacje nie rozwiążą sporu w określonym prawie terminie.